# Saint-Léger-sur-Roanne
Saint-Léger-sur-Roanne är en kommun i departementet Loire i regionen Auvergne-Rhône-Alpes i centrala Frankrike. Kommunen ligger i kantonen Roanne-Sud som tillhör arrondissementet Roanne. År 2022 hade Saint-Léger-sur-Roanne 1 159 invånare.

## Befolkningsutveckling
Antalet invånare i kommunen Saint-Léger-sur-Roanne
| Referens: INSEE |